# O jardim
Az O jardim (magyarul: A kert) Cláudia Pascoal portugál énekesnő dala, mellyel Portugáliat képviselte a 2018-as Eurovíziós Dalfesztiválon Lisszabonban.

## Eurovíziós Dalfesztivál
Mivel Portugália rendezte a 2018-as Eurovíziós Dalfesztivált, így a dal csak a május 12-i döntőben vett részt, viszont az első elődöntő május 7-én megrendezett zsűris főpróbáján is előadták.
A dalt a május 12-én rendezett döntőben adta elő a dalszerzővel, Isaurával közösen, fellépési sorrendben nyolcadikként, a Norvégiát képviselő Alexander Rybak That’s How You Write a Song című dala után és az Egyesült Királyságot képviselő SuRie Storm című dala előtt. A szavazás során a zsűri szavazáson összesítésben a huszonötödik, utolsó előtti helyen végeztek 21 ponttal, míg a nézői szavazáson is a huszonötödik, utolsó előtti helyen végeztek 18 ponttal, így összesítve 39 ponttal a huszonhatodik, utolsó helyen végeztek.
A következő portugál induló Conan Osíris Telemóveis című dala volt a 2019-es Eurovíziós Dalfesztiválon.

## Külső hivatkozások
- Dalszöveg (portugál nyelven)
- A dal előadása a portugál nemzeti döntőben. YouTube-videó, Eurovision Song Contest, 2018. március 8.
- A dal videoklipje. YouTube-videó, Cláudia Pascoal, 2018. április 30.
- A dal előadása a dalfesztivál első elődöntőjének főpróbáján. YouTube-videó, Eurovision Song Contest, 2018. május 8.
- A dal előadása a dalfesztivál döntőjében. YouTube-videó, Eurovision Song Contest, 2018. május 12.